# Caergwrle
Caergwrle är en ort i Storbritannien.   Den ligger i kommunen Flintshire och riksdelen Wales, i den södra delen av landet, 260 km nordväst om huvudstaden London. Caergwrle ligger 91 meter över havet och antalet invånare är 4 673.
Terrängen runt Caergwrle är platt åt nordost, men åt sydväst är den kuperad. Runt Caergwrle är det ganska tätbefolkat, med 60 invånare per kvadratkilometer. Närmaste större samhälle är Chester, 13,3 km nordost om Caergwrle. Omgivningarna runt Caergwrle är en mosaik av jordbruksmark och naturlig växtlighet.